# غرب و سودا
غرب و سودا (که همچنین با نام راه خروج غرب نیز شناخته می‌شود) فیلم بلند سل پویانمایی ایتالیایی به کارگردانی برونو بوزتو است که در سال ۱۹۶۵ ساخته شداست. غرب و سودا هجویه‌ای (پارودی) از از وسترن کلاسیک آمریکایی است.
بوزتو در مصاحبه ای ادعا کرد که سبک اسپاگتی وسترن را با این فیلم آفریده‌است، دستاوردی که معمولاً به سرجیو لئونه با فیلمبه خاطر یک مشت دلار که یک سال پیش از غرب و سودا منتشر شده بود اما توسعه آن پس از غرب و سودا آغاز شد و ساخت آن به روش‌های قدیمی و کند پویانمایی انجام می‌گرفت، نسبت داده می‌شود.

## بازیگران
- ناندو گازولو در نقش جانی
- ویتوریا فببی در نقش کلمنتین
- کارلو رومانو در نقش مرد گنده بد
- لوئیجی پاوه در نقش اورسوس
- ویلی موزر در نقش اسلیم
- لیدیا سیمونسکی در نقش اسمرالدا
- فروچو آمندولادر نقش اسب پسر مرد بد